# Coupe d'Europe des vainqueurs de coupe masculine de handball
La Coupe d'Europe des vainqueurs de coupe masculine de handball est une ancienne coupe d'Europe de handball. Chronologiquement et hiérarchiquement deuxième coupe d'Europe après la Coupe des clubs champions, elle était généralement réservée aux clubs ayant remporté leur coupe nationale la saison précédente ou, à défaut, les clubs ayant terminé à la deuxième place de leur championnat national.
La première édition a eu lieu lors de la saison 1975-1976 et en 2012, la compétition disparaît au profit de la Coupe de l'EHF.
La compétition a été dominée par les clubs espagnols et allemands avec 29 titres remportés sur les 37 éditions et 50 finales sur les 74 possibles.

## Palmarès
| Saison | Vainqueur                | Finaliste                      | Scores            | Total     |
| ------ | ------------------------ | ------------------------------ | ----------------- | --------- |
| 1976   | BM Granollers            | GW Dankersen                   | -                 | 26 – 24ap |
| 1977   | MAI Moscou               | SC Magdebourg                  | -                 | 17 – 16   |
| 1978   | VfL Gummersbach          | RK Železničar Niš              | -                 | 15 – 13   |
| 1979   | VfL Gummersbach          | SC Magdebourg                  | 15 – 18, 15 – 11  | 30 – 29   |
| 1980   | Calpisa Alicante         | VfL Gummersbach                | 16 – 18, 20 – 15  | 36 – 33   |
| 1981   | TuS Nettelstedt          | SC Empor Rostock               | 16 – 18, 17 – 14  | 33 – 32   |
| 1982   | SC Empor Rostock         | Dukla Prague                   | 22 – 18, 14 – 17  | 36 – 35   |
| 1983   | SKA Minsk                | Dinamo Bucarest                | 24 – 26, 34 – 22  | 58 – 48   |
| 1984   | FC Barcelone             | RK Sloga Doboj                 | -                 | 24 – 21   |
| 1985   | FC Barcelone             | CSKA Moscou                    | 23 – 30, 27 – 20  | 50 – 50   |
| 1986   | FC Barcelone             | TV Großwallstadt               | 20 – 18, 19 – 21  | 39 – 39   |
| 1987   | CSKA Moscou              | ZMC Amicitia Zurich            | 16 – 18, 22 – 17  | 38 – 35   |
| 1988   | SKA Minsk                | TV Großwallstadt               | 21 – 24, 27 – 15  | 48 – 39   |
| 1989   | TUSEM Essen              | US Créteil                     | 16 – 17, 19 – 16  | 35 – 33   |
| 1990   | GD TEKA Santander        | HK Drott Halmstad              | 22 – 24, 23 – 18  | 45 – 42   |
| 1991   | TSV Milbertshofen        | Bidasoa Irún                   | 15 – 20, ?? – ??  | incertain |
| 1992   | SE Bramac Veszprém       | TSV Milbertshofen              | 24 – 14, 27 – 20  | 51 – 34   |
| 1993   | OM Vitrolles             | Veszprém KSE                   | 23 – 22, 23 – 21  | 46 – 43   |
| 1994   | FC Barcelone             | OM Vitrolles                   | 20 – 23, 26 – 14  | 46 – 37   |
| 1995   | FC Barcelone             | GO Gudme                       | 31 – 24, 26 – 22  | 57 – 46   |
| 1996   | TBV Lemgo                | GD TEKA Santander              | 24 – 19, 25 – 26  | 49 – 45   |
| 1997   | Elgorriaga Bidasoa Irun  | Veszprém KSE                   | 24 – 19, 17 – 19  | 41 – 38   |
| 1998   | Caja Cantabria Santander | HSG Dutenhofen/Münchholzhausen | 30 – 15, 26 – 24  | 56 – 39   |
| 1999   | Prosesa Ademar León      | Caja Cantabria Santander       | 19 – 20, 32 – 23  | 51 – 43   |
| 2000   | Portland San Antonio     | Dunaferr HK                    | 28 – 19, 20 – 26  | 48 – 45   |
| 2001   | SG Flensburg-Handewitt   | CB Ademar León                 | 32 – 25, 19 – 24  | 51 – 49   |
| 2002   | BM Ciudad Real           | SG Flensburg-Handewitt         | 31 – 22, 27 – 32  | 58 – 54   |
| 2003   | BM Ciudad Real           | Redbergslids IK Göteborg       | 33 – 27, 24 – 24  | 57 – 51   |
| 2004   | Portland San Antonio     | BM Valladolid                  | 31 – 30, 30 – 26  | 61 – 56   |
| 2005   | CB Ademar León           | RK Zagreb                      | *37 – 25, 31 – 25 | 68 – 50   |
| 2006   | Medvedi Tchekhov         | BM Valladolid                  | 29 – 36, *32 – 24 | 61 – 60   |
| 2007   | HSV Hambourg             | CB Ademar León                 | *28 – 24, 33 – 37 | 61 – 61   |
| 2008   | Veszprém KSE             | Rhein-Neckar Löwen             | *37 – 32, 28 – 28 | 65 – 60   |
| 2009   | BM Valladolid            | HSG Nordhorn                   | 30 – 31, *24 – 23 | 54 – 54   |
| 2010   | VfL Gummersbach          | BM Granollers                  | *34 – 25, 33 – 37 | 67 – 62   |
| 2011   | VfL Gummersbach          | Tremblay-en-France Handball    | 28 – 26, *26 – 26 | 54 – 52   |
| 2012   | SG Flensburg-Handewitt   | VfL Gummersbach                | *34 – 33, 32 – 28 | 66 – 61   |

* Vainqueur évoluant à domicile

## Bilan des 37 éditions

### Par clubs
| Rang  | Club                           | Finales gagnées | Finales gagnées              | Finales perdues | Finales perdues | Total |
| Rang  | Club                           | Nombre          | Saison(s)                    | Nombre          | Saison(s)       | Total |
| ----- | ------------------------------ | --------------- | ---------------------------- | --------------- | --------------- | ----- |
| 1     | FC Barcelone                   | 5               | 1984, 1985, 1986, 1994, 1995 | 0               | -               | 5     |
| 2     | VfL Gummersbach                | 4               | 1978, 1979, 2010, 2011       | 2               | 1980, 2012      | 6     |
| 3     | CB Cantabria                   | 2               | 1990, 1998                   | 2               | 1996, 1999      | 4     |
| -     | Veszprém KSE                   | 2               | 1992, 2008                   | 2               | 1993, 1997      | 4     |
| -     | CB Ademar León                 | 2               | 1999, 2005                   | 2               | 2001, 2008      | 4     |
| 6     | / CSKA Moscou/Medvedi Tchekhov | 2               | 1987, 2006                   | 1               | 1985            | 3     |
| -     | SG Flensburg-Handewitt         | 2               | 2001, 2012                   | 1               | 2002            | 3     |
| 8     | SKA Minsk                      | 2               | 1983, 1988                   | 0               | -               | 2     |
| -     | BM Ciudad Real                 | 2               | 2002, 2003                   | 0               | -               | 2     |
| -     | Portland San Antonio           | 2               | 2000, 2004                   | 0               | -               | 2     |
| 11    | BM Valladolid                  | 1               | 2009                         | 2               | 2004, 2006      | 3     |
| 12    | SC Empor Rostock               | 1               | 1982                         | 1               | 1981            | 2     |
| -     | TSV Milbertshofen              | 1               | 1991                         | 1               | 1992            | 2     |
| -     | OM Vitrolles                   | 1               | 1993                         | 1               | 1994            | 2     |
| -     | Bidasoa Irun                   | 1               | 1997                         | 1               | 1991            | 2     |
| -     | BM Granollers                  | 1               | 1976                         | 1               | 2010            | 2     |
| 17    | MAI Moscou                     | 1               | 1977                         | 0               | -               | 1     |
| -     | Calpisa Alicante               | 1               | 1980                         | 0               | -               | 1     |
| -     | TuS Nettelstedt                | 1               | 1981                         | 0               | -               | 1     |
| -     | TUSEM Essen                    | 1               | 1989                         | 0               | -               | 1     |
| -     | TBV Lemgo                      | 1               | 1996                         | 0               | -               | 1     |
| -     | HSV Hambourg                   | 1               | 2007                         | 0               | -               | 1     |
| 24    | SC Magdebourg                  | 0               | -                            | 2               | 1977, 1979      | 2     |
| -     | TV Großwallstadt               | 0               | -                            | 2               | 1986, 1988      | 2     |
| 26    | US Créteil HB                  | 0               | -                            | 1               | 1989            | 1     |
| -     | Tremblay-en-France HB          | 0               | -                            | 1               | 2011            | 1     |
| Total | Total                          | 37              | 1976-2012                    | -               | -               | -     |

### Par nations
| Rang  | Nation               | Finales | Finales | Finales |
| Rang  | Nation               | Gagnées | Perdues | Total   |
| ----- | -------------------- | ------- | ------- | ------- |
| 1     | / Espagne            | 17      | 8       | 25      |
| 2     | / Allemagne          | 12      | 13      | 25      |
| 3     | / Russie             | 3       | 1       | 4       |
| 4     | Hongrie              | 2       | 3       | 5       |
| 5     | / Biélorussie        | 2       | 0       | 2       |
| 6     | France               | 1       | 3       | 4       |
| 7     | Suède                | 0       | 2       | 2       |
| 8     | / Bosnie-Herzégovine | 0       | 1       | 1       |
| -     | Croatie              | 0       | 1       | 1       |
| -     | Danemark             | 0       | 1       | 1       |
| -     | / République tchèque | 0       | 1       | 1       |
| -     | / Roumanie           | 0       | 1       | 1       |
| -     | / Serbie             | 0       | 1       | 1       |
| -     | Suisse               | 0       | 1       | 1       |
| Total | Total                | 37      | 37      | 74      |

## Statistiques
- Plus grand nombre de victoires en finale : 5  FC Barcelone
- Plus grand nombre de défaites en finale : 2
  -  CB Cantabria
  -  Ademar León
  -  BM Valladolid
  -  Veszprém KSE
  -  VfL Gummersbach
- Plus grand nombre de victoires consécutives en finale : 3  FC Barcelone de 1984 à 1986
- Aucun club n'a perdu 2 finales consécutives.
- Plus grand nombre de participations à une finale : 6  VfL Gummersbach
- Plus grand nombre de participation consécutives à une finale : 3 
  -  -  VfL Gummersbach de 1978 à 1980
  -  FC Barcelone de 1984 à 1986
- Clubs ayant gagné une finale sans jamais en avoir perdu :
  -  Calpisa Alicante
  -  FC Barcelone
  -  BM Ciudad Real
  -  -  TUSEM Essen
  -  BM Granollers
  -  HSV Hambourg
  -  TBV Lemgo
  -  -  SKA Minsk
  -  -  MAI Moscou
  -  -  TuS Nettelstedt
  -  Portland San Antonio
  -  Medvedi Tchekhov
- Clubs ayant perdu en finale sans jamais en avoir gagné : 
  - 2 finales perdues :
    -  -  TV Großwallstadt
    -  -  SC Magdebourg

  - 1 finale perdue :
    -  Dinamo Bucarest
    -  US Créteil
    -  -  GW Dankersen
    -  -  RK Sloga Doboj
    -  Dunaferr HK
    -  HSG Dutenhofen/Münchholzhausen
    -  GO Gudme
    -  HK Drott Halmstad
    -  HSG Nordhorn
    -  -  Dukla Prague
    -  Redbergslids IK
    -  Rhein-Neckar Löwen
    -  RK Zagreb
    -  -  RK Železničar Niš
    -  ZMC Amicitia Zurich
    -  Tremblay-en-France Handball
- Finales ayant opposées 2 clubs d'un même pays : 3
  -  Ademar León - Caja Cantabria SantanderT en 1999
  -  Portland San Antonio - BM Valladolid en 2004
  -  SG Flensburg-Handewitt - VfL GummersbachT en 2012
- 1 ville a gagné la finale avec 2 clubs différents :  -  Moscou.